# Oleg Grigoriyevich Kononenko
Oleg Grigoryevich Kononenko (Samarskoye, 16 de agosto de 1938 - Mar do Sul da China, 8 de setembro de 1980) foi um candidato a cosmonauta da antiga União Soviética. Embora, para efeitos práticos, ele muitas vezes seja designado como cosmonauta, na verdade morreu antes mesmo de ser aprovado nos testes finais para o cargo, de modo que nem veio a ser devida e oficialmente declarado como tal.

## História
Oleg G. Kononenko nasceu em 16 de agosto de 1938, na vila de Samarskoye, na região de Rostov, na Rússia, na época parte da União Soviética . Em 1958, graduou-se como piloto instrutor na academia da Força Aérea Soviética, em Saransk. Em 1965, graduou-se também como piloto de testes em Zhukovskiy. Posteriormente, pela mesma academia, tornou-se piloto de helicópteros. Em 1975, graduou-se como piloto de pesquisas pelo Instituto de Aviação de Moscou. Em 12 de julho de 1977, Kononenko foi selecionado como membro de uma das turmas de cosmonautas que futuramente deveriam realizar missões a bordo do ônibus espacial Buran, a primeira nave reutilizável russa, na época em fase de desenvolvimento. Em 1979, ele deu início ao seu treinamento básico para o cargo de cosmonauta. Contudo, manteve ainda mais uma graduação, desta vez à procura do título de piloto de testes de primeira classe. Kononenko estava na fase final de seus testes para cosmonauta quando foi designado para voar a bordo de um jato Yak-38, de decolagem e aterrissagem vertical para a realização de algumas manobras sobre o Mar da China, como parte de seu treinamento para a obtenção do título de piloto de testes de primeira classe. Em 8 de agosto de 1980, decolou com esta aeronave do porta-aviões Minsk. Contudo, instantes após levantar voo, o avião apresentou uma falha em um dos motores e perdeu potência, caindo ao mar antes que Kononenko tivesse tempo de acionar seu acento ejetor. O piloto morreu assim que o avião atingiu violentamente as águas do mar . A tripulação do porta-aviões do qual ele havia decolado imediatamente conseguiu resgatar seu corpo. O navio então se dirigiu à cidade de Vladivostok, onde o corpo de Kononenko foi deixado, sendo posteriormente levado a Moscou, onde foi sepultado com todas as honras. Kononenko recebeu, postumamente, a medalha Ordem de Lênin (sua segunda), mas nunca foi oficialmente considerado um cosmonauta, pois morreu a apenas poucos meses da conclusão do treinamento básico, que lhe daria este título.
Menos de dois meses após a sua morte, um outro cosmonauta soviético perdeu a vida em um acidente aéreo. Desta vez, a vítima foi Leonid Ivanov, que morreu ao sofrer um acidente com um jato Mig-23. Exatamente dez anos e um dia após a morte de Kononenko, um outro cosmonauta soviético, Rimantas Stankyavichus, morreu também em um acidente, durante uma apresentação em um show aéreo, na Itália.
Alguns anos depois do acidente, a Rússia selecionou outro cosmonauta cujo nome, curiosamente, também era Oleg Kononenko. Este chamava-se Oleg Dmitriyevich Kononenko. O mesmo participou de sua primeira missão espacial juntamente com o cosmonauta Sergei Volkov, tendo permanecido uma temporada a bordo da Estação Espacial Internacional. Esta nem havia sido a primeira ocasião em que dois cosmonautas homônimos eram escolhidos como tais. Anteriormente, já haviam subido ao espaço um cosmonauta russo de nome Aleksandr Aleksandrov e um cosmonauta da Bulgária chamado Aleksandr Aleksandrov.

## Referencias
1. ↑  «Oleg Grigoriyevich Kononenko». Spacefacts (em inglês)
2. ↑  «Олег Григорьевич Кононенко» [Oleg Grigoriyevich Kononenko]. Astronaut.ru (em russo)
3. ↑  «Oleg Grigoriyevich Kononenko». Weebau (em inglês)
4. ↑  «Deceased Astronauts and Cosmonauts». Spacefacts (em inglês)
5. ↑  «Aleksandrov Aleksandr Panayatov "Sasha"». Spacefacts (em inglês)